# متاکلازپام

متاکلازپام (انگلیسی: Metaclazepam) نوعی دارو از مشتقات بنزودیازپین هاست که دارای اثرات ضداضطراب, آرامبخش و شل کننده عضلات اسکلتی است.